# Lijst van beschermd erfgoed in Zinnik
Onderstaande tabel geeft een overzicht van de beschermde erfgoederen in de gemeente Zinnik. Het beschermd erfgoed maakt onderdeel uit van het cultureel erfgoed in België.
| Object | Bouwjaar/architect  | Deelgemeente                   | Adres                                   | Coördinaten                   | Nummer?                | Afbeelding |
| --- | ------------------- | ------------------------------ | --------------------------------------- | ----------------------------- | ---------------------- | --- |
| Kapel Marais Tilleriaux | 1618                | Zinnik                         | Chaussée de Braine                      | 50° 34' 54" NB, 4° 4' 45" OL  | 55040-CLT-0001-01 Info | Kapel Marais Tilleriaux |
| Lakenhalle |                     | Zinnik                         | Grand Place 9                           | 50° 34' 48" NB, 4° 4' 12" OL  | 55040-CLT-0002-01 Info | Lakenhalle |
| Sint-Vincentiuskerk |                     | Zinnik                         | Grand Place                             | 50° 34' 46" NB, 4° 4' 14" OL  | 55040-CLT-0003-01 Info | Sint-Vincentiuskerk |
| Kapittelkerk van Saint-Vincent (uitbreiding bescherming) |                     | Zinnik                         | Grand Place                             | 50° 34' 45" NB, 4° 4' 12" OL  | 55040-CLT-0004-01 Info | Kapittelkerk van Saint-Vincent(uitbreiding bescherming)                                                                                    |
| Kapel van de oude begraafplaats van Zinnik (monument) het geheel van de kapel en de begraafplaats (site)                                                                                |                     | Zinnik                         | Rue Henry Leroy                         | 50° 34' 51" NB, 4° 4' 16" OL  | 55040-CLT-0005-01 Info | Kapel van de oude begraafplaats van Zinnik (monument) het geheel van de kapel en de begraafplaats (site)                                   |
| Klooster van de Zusters Franciscanessen |                     | Zinnik                         | Rue de la Station 22                    | 50° 34' 35" NB, 4° 4' 17" OL  | 55040-CLT-0006-01 Info | Klooster van de Zusters Franciscanessen |
| Huis Nalis of de Guise |                     | Zinnik                         | Ruelle Scaffart 3                       | 50° 34' 46" NB, 4° 4' 6" OL   | 55040-CLT-0007-01 Info | |
| Parochiekerk Sint-Martinus |                     | Horrues                        | Place de Horrues                        | 50° 36' 31" NB, 4° 2' 34" OL  | 55040-CLT-0008-01 Info | Parochiekerk Sint-Martinus |
| Parochiekerk Onze-Lieve-Vrouw |                     | Chaussée-Notre-Dame-Louvignies | Rue Joseph Quintart                     | 50° 35' 33" NB, 3° 59' 55" OL | 55040-CLT-0009-01 Info | Parochiekerk Onze-Lieve-Vrouw |
| Sint-Rochuskapel |                     | Zinnik                         | Rue de l'École Moderne                  | 50° 34' 36" NB, 4° 4' 31" OL  | 55040-CLT-0010-01 Info | |
| Modern Hôtel | 1904 Émile François | Zinnik                         | Rue de la Station 73                    | 50° 34' 29" NB, 4° 4' 7" OL   | 55040-CLT-0011-01 Info | Modern Hôtel |
| Overblijfselen van de stadsvesten |                     | Zinnik                         |                                         | 50° 34' 44" NB, 4° 4' 24" OL  | 55040-CLT-0012-01 Info | |
| Voormalige steengroeve Saint-Vincent (site) |                     | Zinnik, Naast                  |                                         | 50° 34' 12" NB, 4° 6' 9" OL   | 55040-CLT-0013-01 Info | |
| Voormalige herberg | 1773                | Chaussée-Notre-Dame-Louvignies | Rue Haute 9                             | 50° 35' 6" NB, 3° 59' 5" OL   | 55040-CLT-0014-01 Info | |
| De wallen van het oude kerkhof, inclusief de tuinpaviljoenen in de wal (met uitzondering van de steunmuur langs de voetgangersweg) alsook het geheel dat gevormd wordt door deze wallen |                     | Zinnik                         |                                         | 50° 34' 51" NB, 4° 4' 23" OL  | 55040-CLT-0015-01 Info | |
| "Grande Carrière" of steengroeve Wincqz: kantoren, werkplaatsen, houtzagerij en werktuigen (monument) twaalf huizen (architecturaal geheel)                                             |                     | Zinnik                         | rue Mademoiselle Hanicq, nrs. 32 tot 40 | 50° 34' 1" NB, 4° 4' 39" OL   | 55040-CLT-0016-01 Info | "Grande Carrière" of steengroeve Wincqz: kantoren, werkplaatsen, houtzagerij en werktuigen (monument)twaalf huizen (architecturaal geheel) |
| Abdijhoeve |                     | Neufvilles                     | Chemin de la Chapelette 35              | 50° 33' 13" NB, 3° 58' 52" OL | 55040-CLT-0017-01 Info | Abdijhoeve |